# Вольная борьба на летних Олимпийских играх 1980 — до 48 кг
Соревнования по вольной борьбе в категории до 48 кг были частью программы соревнований по борьбе летних Олимпийских игр 1980 года в Москве.

## Медалисты

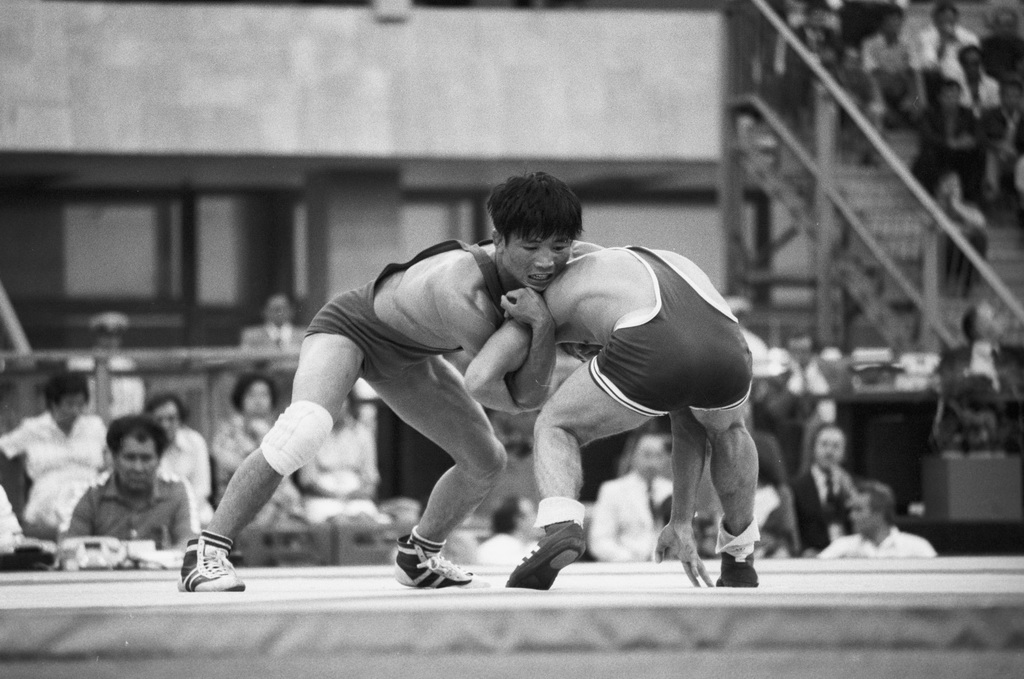
Схватка Чан Со Хона (слева, КНДР) с Сергеем Корнилаевым (СССР)

- Клаудио Поллио (ITA)
- Чан Со Хон (PRK)
- Сергей Корнилаев (URS)

## Определение победителей
Определение победителей происходило по системе штрафных очков. Борец, набравший 6 и более штрафных очков, выбывал из соревнований. Когда оставалось два или три участника для определения распределения медалей между ними проводился специальный финальный тур.

### Штрафные очки
- 0 — чистая победа, снятие соперника за пассивность или из-за травмы;
- 0,5 — победа за явным преимуществом;
- 1 — победа по очкам;
- 2 — ничья;
- 2,5 — ничья, пассивность;
- 3 — поражение по очкам;
- 3,5 — поражение за явным преимуществом соперника;
- 4 — чистое поражение, снятие за пассивность или из-за травмы.

## Легенда
- DNA — участник не явился;
- TPP — общее количество штрафных очков;
- MPP — количество штрафных очков за схватку;
- TF — чистая победа;
- IN — соперник снят из-за травмы;
- DQ — дисквалификация за пассивность;
- D1 — дисквалификация за пассивность, победитель также был пассивен;
- D2 — дисквалификация за пассивность обоих соперников.

## Ход соревнований

### Круг 1
| TPP | MPP |                          | Результат |                        | MPP | TPP |
| --- | --- | ------------------------ | --------- | ---------------------- | --- | --- |
| 0   | 0   | Сергей Корнилаев (URS)   | TF / 2:35 | Джордж Фриас (MEX)     | 4   | 4   |
| 4   | 4   | Халед Эль-Рифай (SYR)    | TF / 7:53 | Румен Йорданов (BUL)   | 0   | 0   |
| 0   | 0   | Ласло Биро (HUN)         | TF / 4:39 | Нгуен Ван Конг (VIE)   | 4   | 4   |
| 3   | 3   | Георге Расован (ROU)     | 5 — 12    | Махабир Сингх (IND)    | 1   | 1   |
| 3   | 3   | Ян Фаландис (POL)        | 4 — 8     | Клаудио Поллио (ITA)   | 1   | 1   |
| 0   | 0   | Мохаммад Актар (AFG)     | TF / 1:27 | Мохаммед Джаббар (IRQ) | 4   | 4   |
| 4   | 4   | Гомбын Хишигбаатар (MGL) | TF / 7:43 | Чан Со Хон (PRK)       | 0   | 0   |

### Круг 2
| TPP | MPP |                        | Результат |                          | MPP | TPP |
| --- | --- | ---------------------- | --------- | ------------------------ | --- | --- |
| 0   | 0   | Сергей Корнилаев (URS) | TF / 0:44 | Халед Эль-Рифай (SYR)    | 4   | 8   |
| 5   | 1   | Джордж Фриас (MEX)     | 12 — 10   | Румен Йорданов (BUL)     | 3   | 3   |
| 4   | 4   | Ласло Биро (HUN)       | TF / 7:18 | Георге Расован (ROU)     | 0   | 3   |
| 8   | 4   | Нгуен Ван Конг (VIE)   | TF / 3:56 | Махабир Сингх (IND)      | 0   | 1   |
| 3   | 0   | Ян Фаландис (POL)      | 23 — 0    | Мохаммад Актар (AFG)     | 4   | 4   |
| 2   | 1   | Клаудио Поллио (ITA)   | 17 — 10   | Гомбын Хишигбаатар (MGL) | 3   | 7   |
| 8   | 4   | Мохаммед Джаббар (IRQ) | TF / 2:41 | Чан Со Хон (PRK)         | 0   | 0   |

### Круг 3
| TPP | MPP |                        | Результат |                      | MPP | TPP |
| --- | --- | ---------------------- | --------- | -------------------- | --- | --- |
| 1   | 1   | Сергей Корнилаев (URS) | 8 — 6     | Румен Йорданов (BUL) | 3   | 6   |
| 8   | 3   | Джордж Фриас (MEX)     | 11 — 12   | Ласло Биро (HUN)     | 1   | 5   |
| 7   | 4   | Георге Расован (ROU)   | TF / 1:47 | Ян Фаландис (POL)    | 0   | 3   |
| 1,5 | 0,5 | Махабир Сингх (IND)    | 15 — 5    | Клаудио Поллио (ITA) | 3,5 | 5,5 |
| 8   | 4   | Мохаммад Актар (AFG)   | TF / 8:30 | Чан Со Хон (PRK)     | 0   | 0   |

### Круг 4
| TPP | MPP |                        | Результат |                   | MPP | TPP |
| --- | --- | ---------------------- | --------- | ----------------- | --- | --- |
| 1   | 0   | Сергей Корнилаев (URS) | 17 — 4    | Ласло Биро (HUN)  | 4   | 9   |
| 5   | 3,5 | Махабир Сингх (IND)    | 5 — 14    | Ян Фаландис (POL) | 0,5 | 3,5 |
| 5,5 | 0   | Клаудио Поллио (ITA)   | DQ / 7:12 | Чан Со Хон (PRK)  | 4   | 4   |

### Круг 5
| TPP | MPP |                        | Результат |                     | MPP | TPP |
| --- | --- | ---------------------- | --------- | ------------------- | --- | --- |
| 1   | 0   | Сергей Корнилаев (URS) | 21 — 1    | Махабир Сингх (IND) | 4   | 9   |
| 6,5 | 3   | Ян Фаландис (POL)      | 8 — 13    | Чан Со Хон (PRK)    | 1   | 5   |
| 5,5 |     | Клаудио Поллио (ITA)   |           | Пропустил           |     |     |

### Финал
Результаты предварительных схваток учитывались в финале.
| TPP | MPP |                      | Результат |                        | MPP | TPP |
| --- | --- | -------------------- | --------- | ---------------------- | --- | --- |
|     | 0   | Клаудио Поллио (ITA) | DQ / 7:12 | Чан Со Хон (PRK)       | 4   |     |
| 3   | 3   | Клаудио Поллио (ITA) | 1 — 5     | Сергей Корнилаев (URS) | 1   |     |
| 4   | 0   | Чан Со Хон (PRK)     | TF / 7:23 | Сергей Корнилаев (URS) | 4   | 5   |

## Распределение мест
1. Клаудио Поллио (ITA)
2. Чан Со Хон (PRK)
3. Сергей Корнилаев (URS)
4. Ян Фаландис (POL)
5. Махабир Сингх (IND)
6. Ласло Биро (HUN)
7. Румен Йорданов (BUL)
8. Георге Расован (ROU)